# Andrásfalva (Románia)
Andrásfalva (románul: Măneuți) falu Romániában, Suceava megyében.

## Fekvése
A település a Kárpátok keleti lábánál, a Szucsáva folyó völgyében fekszik, Radóctól 6 km-re északra.

## Története
Andrásfalvát 1786-ban Istensegíts, Fogadjisten, Hadikfalva, és Józseffalva bukovinai falvakkal együtt a madéfalvi vérengzés után székelyföldről elmenekült székelyek alapították meg Hadik András gróf közbenjárására.
A bukovinai székelyek kirajzása 1883-ban kezdődött. Ekkor körülbelül 4000 ember települt át az Al-Duna mellé, de ekkor sokan vándoroltak ki Kanadába, Brazíliába és az Egyesült Államokba is. 1930-ban 2539 lakosának 98%-a magyar nemzetiségű volt.
A Bukovinában maradt székelyek maradékát a magyar kormány 1941-ben a Vajdaságba telepítette át, de néhányan közülük Bukovinában maradtak.
A Vajdaságba áttelepülteknek 1944 őszén újból menekülniük kellett. A telet ekkor Dunántúlon, Magyarországon vészelték át, majd innen 1945-ben tizenháromezer bukovinai székelyt Baranya és Tolna vármegyébe helyeztek el a kitelepített sváb családok helyére.
Az Andrásfalvaiak egy része ekkor telepedett le többek között Tolna vármegyében: Mucsfára 78, Izmény településre több család került, de Baranya vármegyében és Budapest környékén is több család kapott új otthont.

## Nevezetességek
- Római katolikus templomát - Szent Péter és Szent Pál apostolfejedelmek tiszteletére emelték.

## Képtár

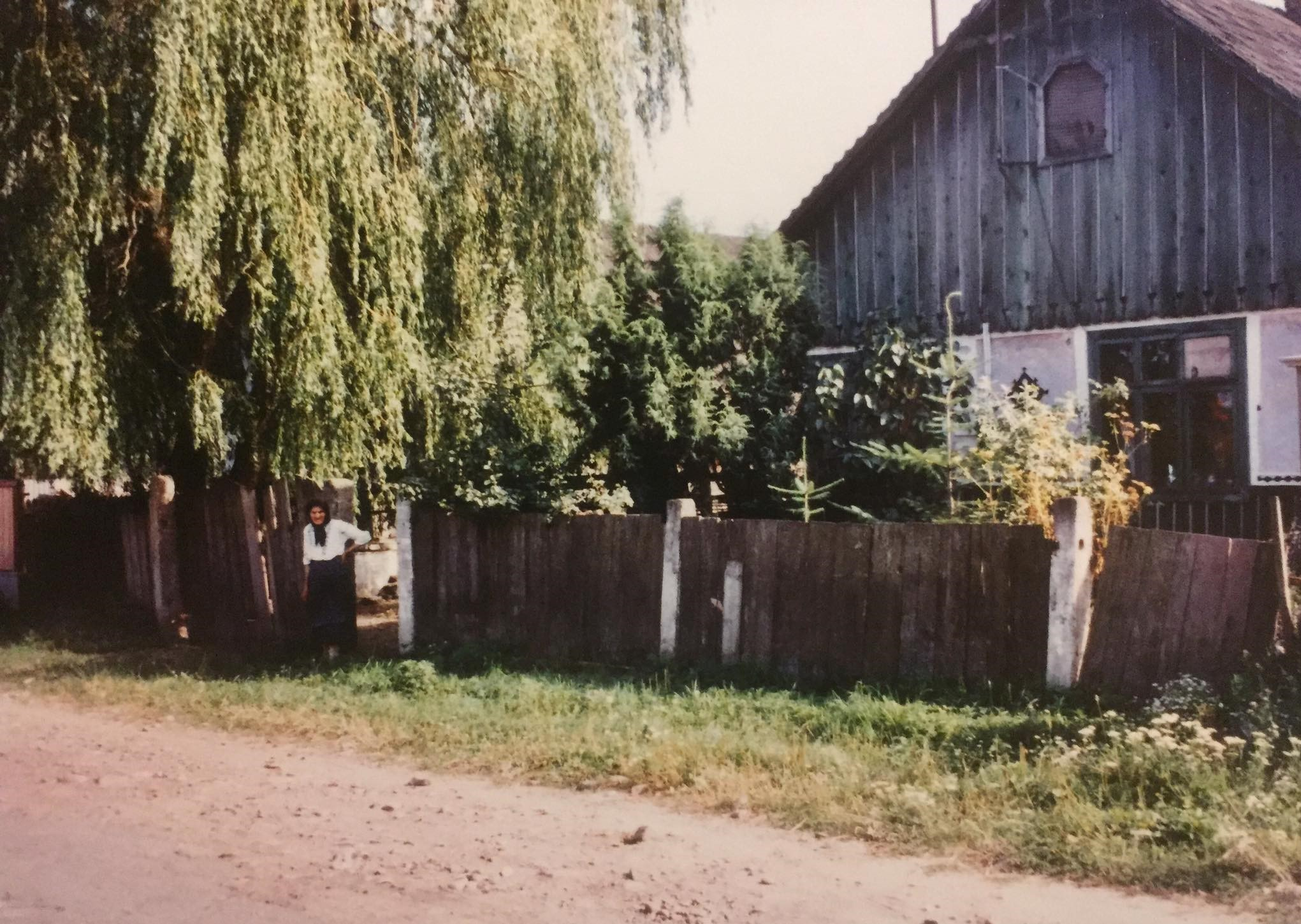
Régi Székely ház
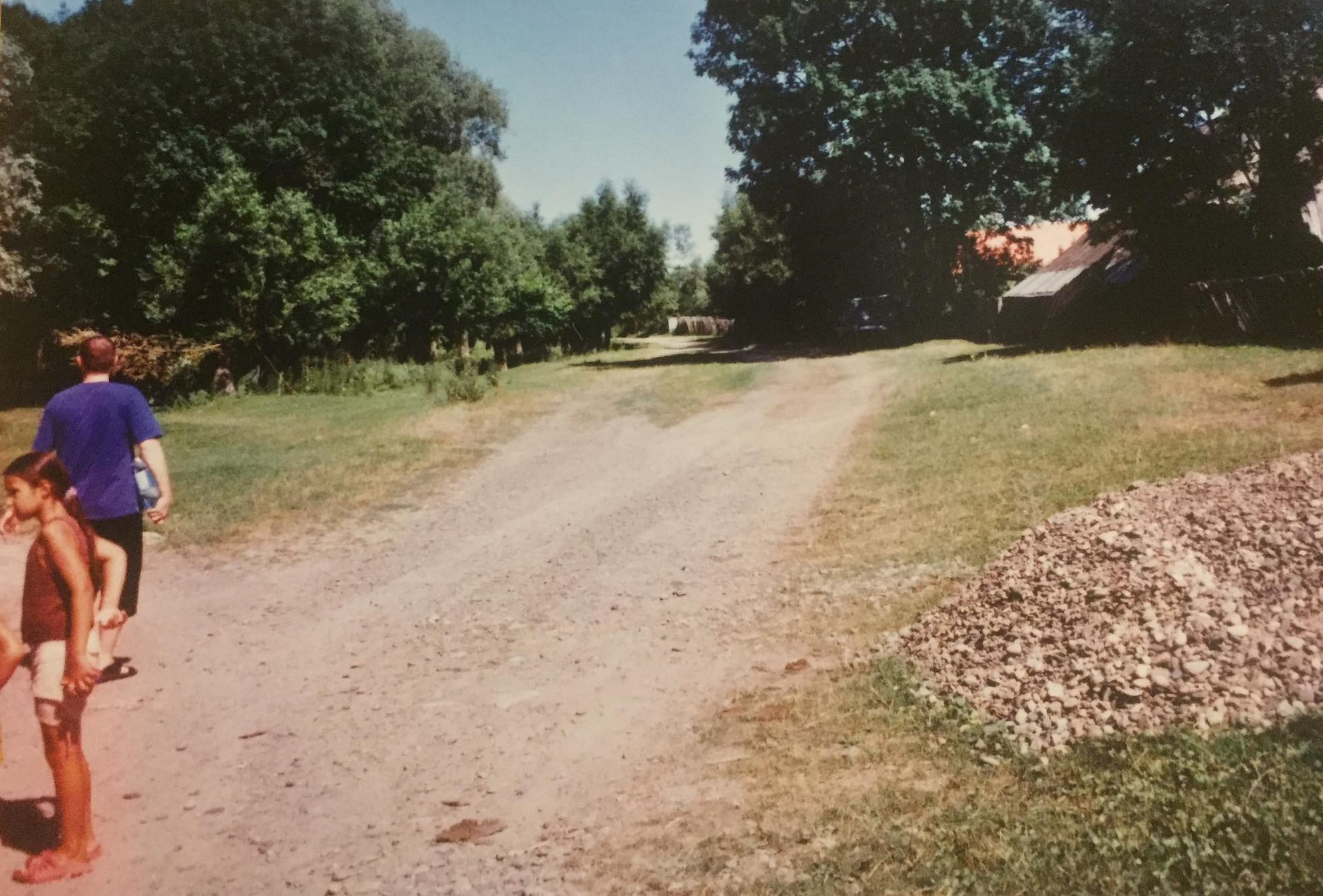
A falu
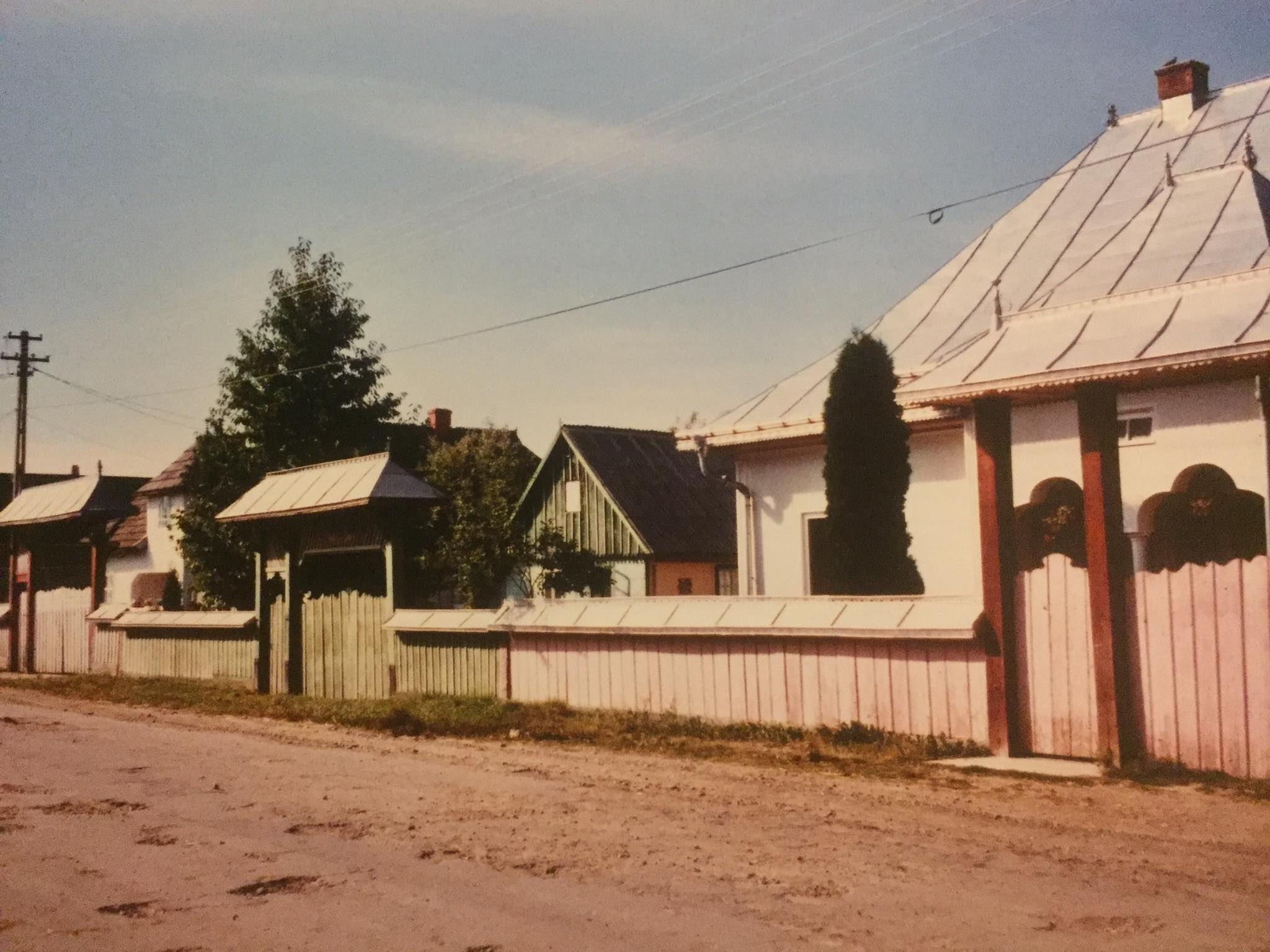
Utca a településen
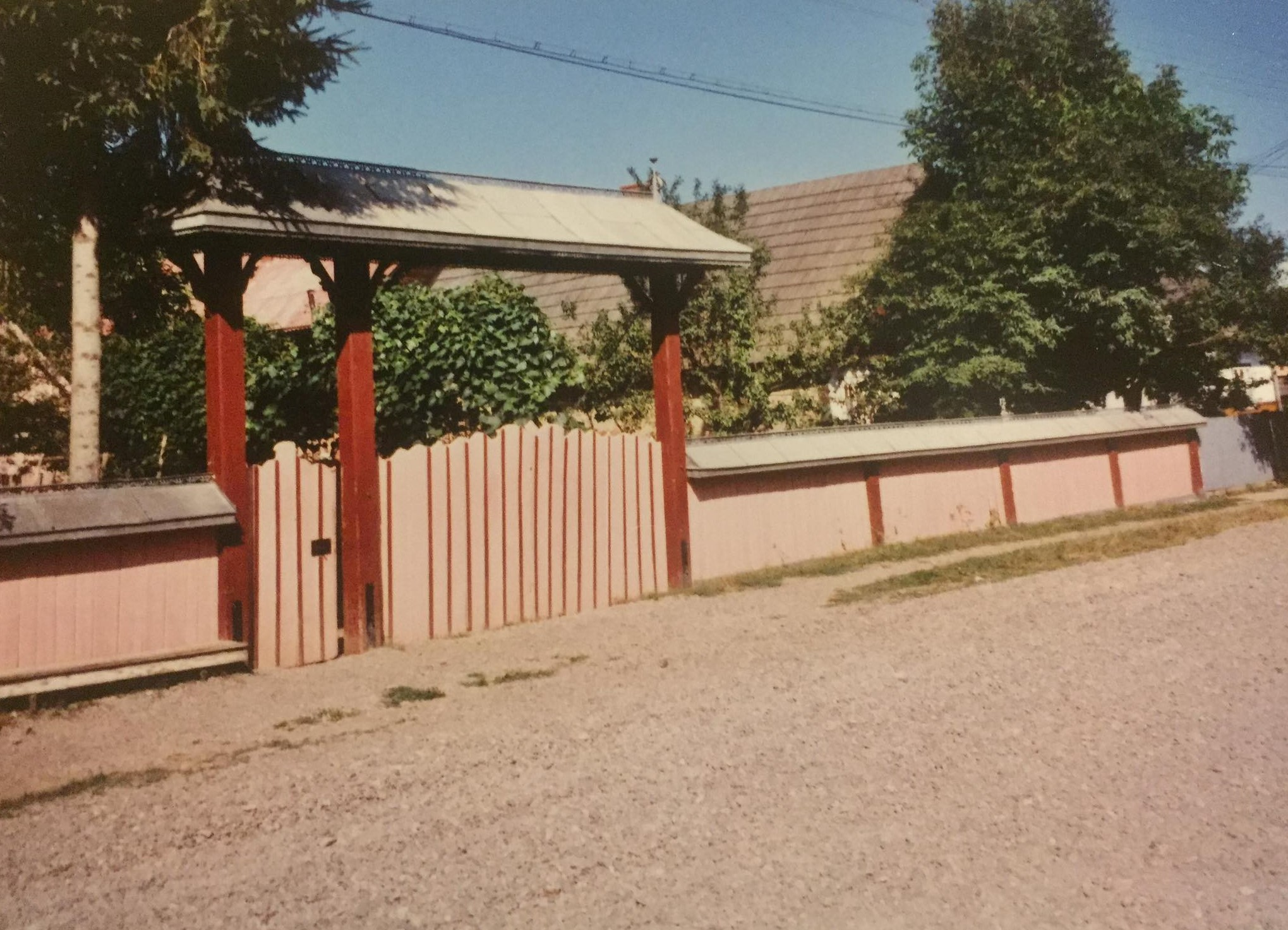
Székely kapu
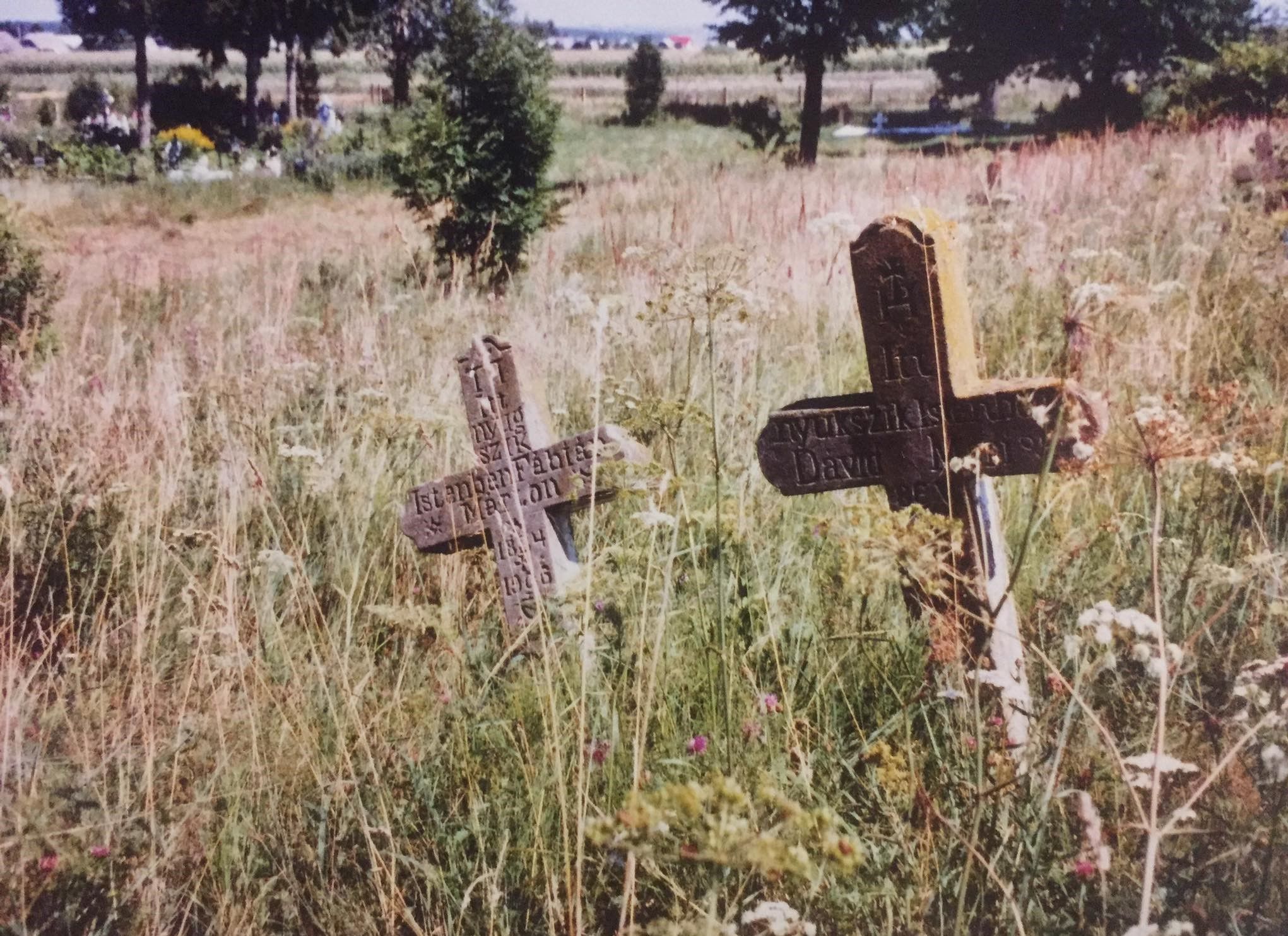
Részlet a temetőből
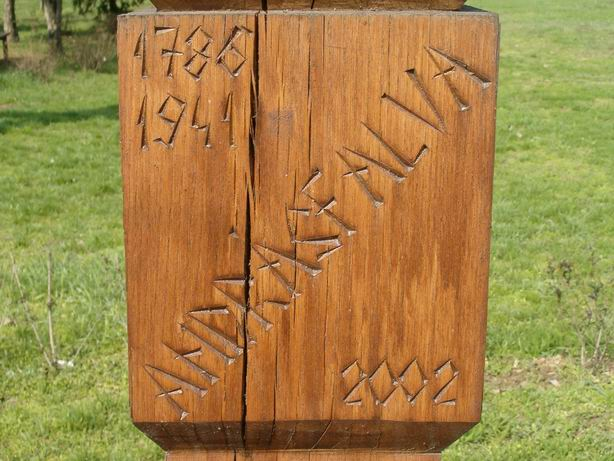
A részlet, kopjafa
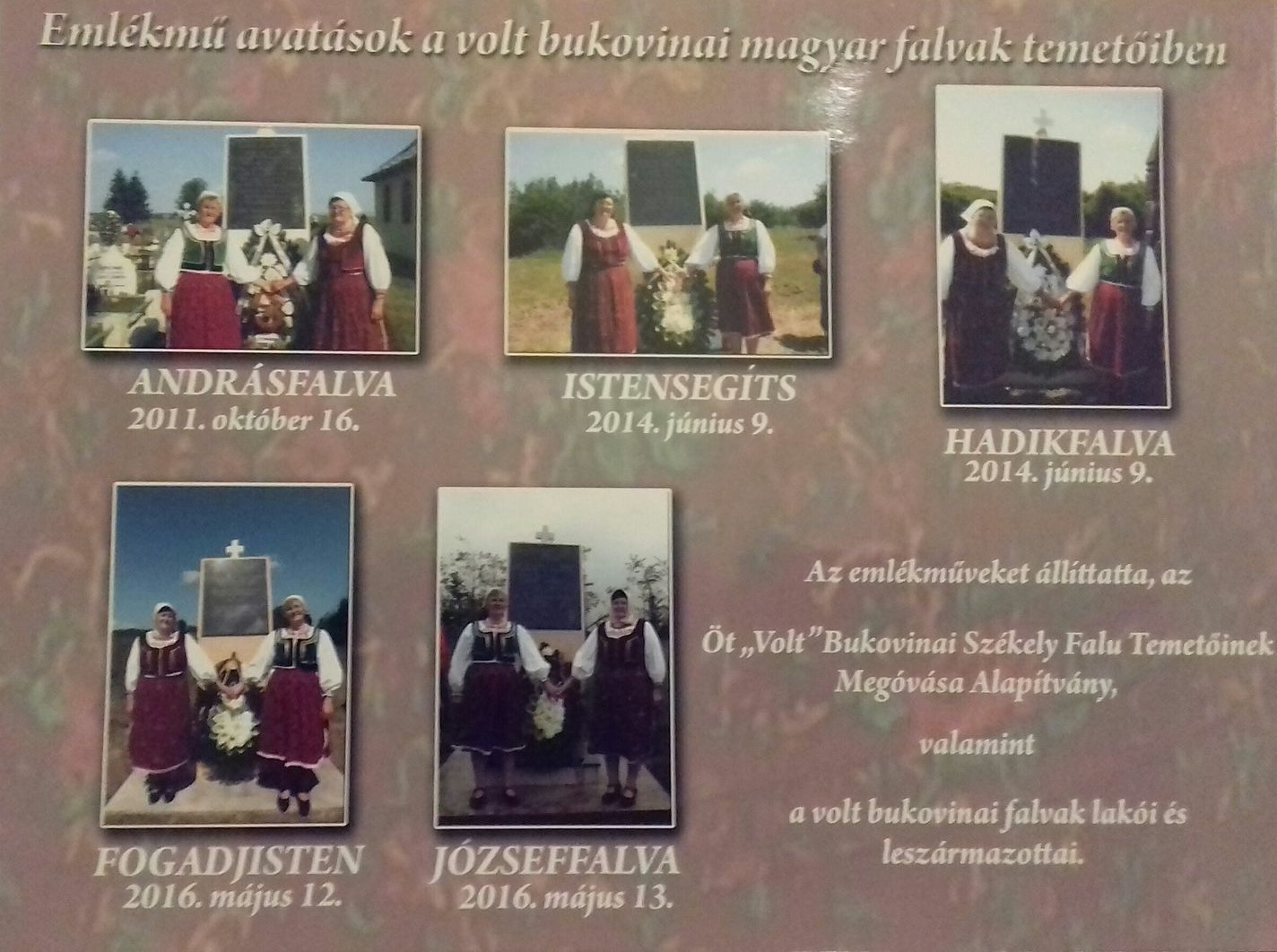
Sékely "öt falu" emlékműve